# Nyhuse (Frederiksborg Slotssogn)
 For alternative betydninger, se Nyhuse. (Se også artikler, som begynder med Nyhuse)
Nyhuse var en bebyggelse i Frederiksborg Slotssogn (tidligere Lynge-Frederiksborg Herred, Frederiksborg Amt), der udviklede sig som forstad til købstaden Hillerød i anden halvdel af 1800-tallet og første halvdel af 1900-tallet. Indtil 1966 var Frederiksborg Slotssogns Kommune en egen sognekommune men blev da indlemmet i Hillerød købstad, og Nyhuse blev en bydel i Hillerød.

## Historie
Nyhuses oprindelse er ikke ældre end 1803—4, idet der i 1803 udkom et almindeligt regulativ for fattigvæsen på landet, ifølge hvilket ved kongelig anordning oprettedes "Nyhuse Fattigdistrikt i Frederiksborg Slotssogn". I 1804 oprettedes ligeledes et særligt "Nyhuse Skoledistrikt", og der blev anlagt egen kirkegård for de lig af den samlede menighed, der hverken kunne anses at henhøre til Hillerød købstad eller til Nørre Herlev Sogn.
Allerede tidligt i 1800-tallet havde Nyhuse en skole og var hjemsted for Frederiksborg Amtstue og Hillerød Hospital. Hillerød Hospital blev oprettet af Frederik 4. ved en fundats af 1. januar 1726 men undergik en hel ombygning ved kongelig resolution af 5. oktober 1866, idet de gamle brøstfældige, under Christian 6. opførte bygninger bleve bortsolgte, og en ny hospitalsbygning opførtes i Frederiksborg Slotssogn, i Nyhuse, hvor efter hospitalet fik en ny fundats af 10. oktober 1870.
Nyhuses indbyggere var i 1800-tallet håndværkere med og uden borgerskab i Hillerød, embedsmænd og betjente ved Frederiksborg Slot, Frederiksborg stutteri og hovedgårdene (Hillerødsholm, Trollesminde, Favrholm)
I 1911, da Nyhuse havde 1.186 indbyggere, var 98 sysselsat ved landbrug, 492 ved håndværk og industri, 169 ved handel og omsætning og 51 ved transport.
I 1930, da Nyhuse havde 2.341 indbyggere, var 99 sysselsat ved landbrug, 936 ved håndværk og industri, 299 ved handel og omsætning, 219 ved transport, 218 ved immateriel virksomhed, 200 ved husgerning, 349 var ude af erhverv og 21 uden angivelse.

## Befolkningsudvikling
Befolkningsudviklingen 1901-1960 fremgår af denne tabel.
| År   | Hillerød købstad | Nyhuse | Andre forstæder i Frederiksborg Slotssogn | Lille Ullerød (Harløse Kommune) | Byområde I alt |
| 1901 | 4.572            | 1.031  | -                                         | -                               | 5.603          |
| 1906 | 5.156            | 1.194  | -                                         | -                               | 6.350          |
| 1911 | 5.551            | 1.186  | -                                         | -                               | 6.737          |
| 1916 | 5.773            | 1.206  | -                                         | -                               | 6.979          |
| 1921 | 6.069            | 1.258  | 905                                       | -                               | 8.232          |
| 1925 | 6.281            | 3.040  | (1)                                       | -                               | 9.321          |
| 1930 | 6.822            | 2.341  | 891                                       | -                               | 10.054         |
| 1935 | 7.608            | 3.437  | (1)                                       | -                               | 11.720         |
| 1940 | 8.199            | 2.574  | 1.145                                     | -                               | 12.724         |
| 1945 | 8.887            | 5.136  | (2)                                       | 273                             | 14.023         |
| 1950 | 10.023           | 5.644  | (2)                                       | 333                             | 16.000         |
| 1955 | 18.840           | 5.749  | (2)                                       | 390                             | 16.979         |
| 1960 | 11.605           | 6.081  | (2)                                       | 461                             | 18.147         |
| 1965 | 12.832           | 6.851  | (2)                                       | 1.091                           | 20.774         |

Noter til tabellen:
(1) Frederiksborg slotssogn: alle bymæssige bebyggelser samlet under Nyhuse
(2) Hele sognekommunen samlet under Nyhuse